# Friedrich Hans Gloxin
Friedrich Hans Gloxin (* 11. Mai 1635 in Schleswig; † 7. Juli 1684 in Glückstadt) war ein deutscher Verwaltungsjurist, gottorfischer Rat und Kurator der Universität Kiel.

## Leben
Friedrich Hans Gloxin war ein Sohn des herzoglich gottorfischen Rats Balthasar Gloxin und seiner Frau Margarete, geb. Jügert, der Tochter des Gottorfischen Hofrates Peter Jügert (1567–1639). Sein Onkel war der Lübecker Bürgermeister David Gloxin. Er besuchte die Domschule Schleswig und die Gelehrtenschule im Kloster Bordesholm. Ab August 1651 studierte er Rechtswissenschaften, zunächst an der Universität Rostock, dann an der Universität Altdorf. 1656 ist er als Respondent an der Universität Helmstedt nachgewiesen; 1657 wurde er an der Universität Rinteln zum Dr. jur. promoviert. Es folgte eine längere Studienreise nach Belgien, Großbritannien und Frankreich.
Am 2. September 1654 erbte er die Präbende seines kurz zuvor verstorbenen Vaters, eine der sogenannten Distinktpräbenden des Lübecker Domkapitels, und wurde damit Domherr am Lübecker Dom.
Nachdem Andreas Cramer 1665 Kammerrat geworden war, ernannte Herzog Christian Albrecht Gloxin im September 1666 als dessen Nachfolger zum Hof- und Kanzleirat. Im August 1672 bestellte der Herzog die beiden ältesten herzoglichen Hofräte Johann von Hatten und Friedrich Hans Gloxin gemeinschaftlich zu Kuratoren der erst 1665 gegründeten Universität Kiel.
Im immer stärker werdenden Konflikt zwischen Gottorf und Dänemark wechselte er am Anfang des Nordischen Kriegs (1674–1679) 1674 die Seiten und ging als königlich dänischer Regierungsrat und Kanzler zur Regierungskanzlei des Herzogtums Holstein in Glückstadt.
Seit 1661 war er in erster Ehe verheiratet mit Sophia Augusta († 8. Juli 1674), geb. Schacht, einer Tochter des gottorfischen Geheimsekretärs Eilhard Schacht. Seit 1676 war er in zweiter Ehe verheiratet mit Maria Elisabeth, geb. Cramer, einer Tochter von Andreas Cramer. 1679 ließ er eine Familien-Gruft im Schleswiger Dom errichten. Der Anbau an der Südwand des ersten Chorjoches, dessen Tür mit reich gestalteten schmiedeeisernen Beschlägen geschmückt ist, dient seit 1894 als Sakristei.
Seine Präbende ging an Christian August von Berkenthin (1666–1734), schleswig-holsteinischer Geheimrat, Erbherr auf Lütgenhof und Vater von Christian August von Berkentin.

## Werke
- Venus Tripudians Quam ... Domino Ludovico, Hassiae Landgravio .. . Cum auspicatissimam Nuptiarum Festivitatem Cum ... Domina Maria Elisabetha ... Domino Friederici Haeredis Norvegiae ... Filia Sponsa Augustissimi in arce Gottorpiensi d. XXIV. Novembr. celebraret, humilime dicabat Friederich Hans Gloxin, Schleswig 1650
- Suavissimae Memoirae Viri ... Dn. Petri Jügert, J. U. Doctoris & Practici in Ducatibus Slesvici & Holsatiae celeberrimi, Avunculi sui desideratissimi, Schleswig 1654
- Dulcissimae memoriae Viri Admodum Reverendi, Nobilissimi, Amplissimi Consultissimiq[ue] Dn. Balthasaris Gloxin/ I.U.D. Canonici Lubecensis, ... Dn. Friderici, Haeredis Norvagiae, Ducis Slesv. Hols. &c. &c. Consiliarii per decennium fidelissimi, Parentis sui desideratissimi, 1655
- Disp. iur. de beneficio competentiae et cessionis bonorum. Helmstedt 1656
- Disputatio Inauguralis De Asylis. 1657
- Es leben immer wol Der Wolwürdiger/ WolEdler/ Vester und Hochgelahrter Herr Friederich Hans Gloxin beeder Rechten Doctor und Thum[b]herr der StifftsKirchen zu Lübeck/ Und dann auch Die WolEdle/ Groß-Ehr: und hoch-Tugendreiche Jungfer Jfr. Sophia Augusta Schachten, Schleswig 1661
- Friderici Johannis Gloxini I.U.D. & Canonici Lubecensis Ad ... Dn. Johannem Adolphum Kielmannum De Kielmanseck Hereditarium In Satrupholm Et Obdorf, Celeberrimi Collegii Canonicorum, Quod Est Hamburgi, Praepositum Longe Celeberrimum. Serenissimi Item Cimbrorum Ducis Regnanitis Consiliarium Intimum, Tum Aulae Cancellarium, Et Cameralium Rationum Nec Non Sanctiorum Consiliorum Praesidem Splendissimum Et Praefectum In Reinbec Trittou Et Moorkirchen. Dominum Ac Patronum Suum Magnum Alloquium Encomiasticum, 1665
- Demnach mir dieser Tage Ein Schreiben an die gegenwertige grosse Versamlung ... 1675 (Streitschrift Johann von der Wiecks mit Gloxins Entgegnung)